# بابوم باري
بابوم باري رمزها «PA» (بالإنجليزية: Papum  Pare)‏ ، هو تقسيم إداري لدولة الهند تتبع ولاية أروناجل برديش (بالإنجليزية: Arunachal  Pradesh)‏ ، مركزها هو مدينة يوبيا (بالإنجليزية: Yupia)‏ عدد سكانها حسب تعداد سنة 2001 هو 167,750 ، مساحتها 2,875 كم² وكثافة السكان 42 لكل كم² .